# Ophiusa albivitta
Ophiusa albivitta är en fjärilsart som beskrevs av Achille Guenée 1852. Ophiusa albivitta ingår i släktet Ophiusa och familjen nattflyn. Inga underarter finns listade i Catalogue of Life.